# Apocrifa lui Ioan
Apocrifa lui Ioan, numită și Cartea secretă a lui Ioan sau Revelația secretă a lui Ioan, este un text pseudoepigrafic creștin gnostic setian din secolul al II-lea atribuit apostolului Ioan. Este unul dintre textele abordate de Irineu în Împotriva Ereziilor, ceea ce plasează crearea apocrifei înainte de anul 180 d.Hr. Apocrifa prezintă apariția lui Isus care îi dă cunoștințe secrete (gnoză) ucenicului său Ioan. Autorul descrie că totul a avut loc după ce Isus „s-a întors la locul din care a venit” (din Cer).

## Prezentare generală
Mulți creștini din secolul al II-lea, atât gnostici cât și ortodocși, sperau să primească o revelație personală transcendentă, cum ar fi cea pe care Apostolul Pavel a raportat-o bisericii din Corint (2 Corinthians:12:1-4) sau ca ceea pe care Ioan a experimentat-o pe insula Patmos și a dus la Cartea Apocalipsei. Așa cum Faptele apostolilor povestește ce s-a întâmplat după momentul în care Isus s-a înălțat la cer, tot așa și Apocrifa lui Ioan începe în același punct, dar relatează modul în care Hristos i-a reapărut lui Ioan.
Cuvintele de început ale Cărții Secrete a lui Ioan sunt: „Învățătura Mântuitorului și descoperirea tainelor și a lucrurilor ascunse în tăcere, chiar aceste lucruri pe care le-a învățat Ioan, ucenicul său”. Autorul Ioan este imediat specificat ca „Ioan, fratele lui Iacov — care sunt fiii lui Zebedeu”. Restul cărții este o viziune asupra tărâmurilor spirituale și a istoriei anterioare a umanității spirituale.
Există patru manuscrise separate  „Cartea secretă a lui Ioan” care au supraviețuit. Unul a fost achiziționat în Egipt în 1896 (Codexul Berlin) și trei au fost găsite în sulurile de la Nag Hammadi descoperite în 1945. Toate datează din secolul al IV-lea și sunt traduceri în coptă din greacă. Trei par să fi fost scrise independent. Două dintre cele patru sunt suficient de asemănătoare încât probabil au fost copiate dintr-o singură sursă.
Deși diferitele versiuni ale textelor au variante minore (Codexul Berlin are multe diferențe minore față de Nag Hammadi II și IV), toate textele sunt în general de acord cu afirmația că principala entitate care a revelat textul a fost Isus. 

## Istorie
O carte numită Apocrifa lui Ioan a fost menționată de Irineu în Împotriva Ereziilor (Adversus Haereses), scrisă în jurul anului 185, printre „un număr indescriptibil de scrieri secrete și ilegitime, pe care ei înșiși le-au falsificat, pentru a zăpăci mințile oamenilor nebuni, care nu cunosc scripturi adevărate” — scripturi la care Irineu însuși a ajutat să fie 'autentificate' (vezi cele patru canonice). Printre scrierile pe care le citează pentru a le respinge și infirma, se numără Evanghelia Adevărului, Evanghelia lui Iuda și această carte secretă a lui Ioan.
Puține s-au știut despre acest text până în 1945, când un depozit de treisprezece codexuri din papirus (cărți legate) care a fost ascuns în secolul al IV-lea, a fost descoperit din întâmplare la Nag Hammadi, Egipt. Printre texte s-a numărat și Apocrifa lui Ioan, în trei versiuni în coptă traduse din greacă. Două dintre versiuni sunt foarte asemănătoare și reprezintă o tradiție de manuscris; ele încorporează un fragment lung dintr-o anumită carte a lui Zoroastru atașată la Apocrifă (capitole 15:29 – 19:8f). O versiune mai scurtă  găsită la Nag Hammadi nu conține interpolarea și reprezintă o altă tradiție de manuscris. O altă versiune a acestei scurte ediții a textului a fost descoperită într-un vechi Codex copt achiziționat de Dr. Carl Reinhardt la Cairo în 1896. Acest manuscris (identificat sub denumirea „Codexul Gnostic Berlin” sau BG 8502) a fost folosit împreună cu cele trei versiuni găsite la Nag Hammadi pentru a produce traducerile disponibile acum. Faptul că patru „ediții” manuscrise ale acestui text au supraviețuit – două versiuni „lungi” și două versiuni „scurte” – sugerează cât de important a fost acest text în cercurile creștine gnostice timpurii. În cele trei codice de la Nag Hammadi, Apocrifa lui Ioan apare întotdeauna la prima versiune.

## Influență
Apocrifa, plasată în dispozitivul de încadrare al unei revelații transmise de Hristos înviat lui Ioan, fiul lui Zebedeu, conține unele dintre cele mai extinse detalii ale mitologiei gnostice dualiste clasice care au supraviețuit. Ca unul dintre textele principale ale bibliotecii din Nag Hammadi, este un text esențial de studiu pentru oricine este interesat de gnosticism. Frederick Wisse, care l-a tradus, afirmă că „Apocrifa lui Ioan era încă folosită în secolul al VIII-lea de către audieni în Mesopotamia” (Wisse p. 104).
Apocrifa lui Ioan a devenit textul central pentru studierea tradiției gnostice din antichitate. Mitul creației pe care îl detaliază a fost studiat de Carl Jung și Eric Voegelin.

## Rezumat
Următorul rezumat al Apocrifei este bazat pe traducerea lui Wisse.
Textul începe cu Ioan descriind propria sa stare de durere și de nedumerire după răstignirea lui Hristos. Apoi apare Mântuitorul, ia diferite forme și, după ce a alungat temerile lui Ioan, oferă următoarea narațiune cosmologică.
Cel mai înalt principiu divin este Monada. Monada este descrisă ca o „monarhie fără nimic deasupra ei”. Este supremă, absolută, eternă, infinită, perfectă, sfântă și autosuficientă. Totuși, este subliniată și inefabilitatea sa transcendentă. Nu este nici cuantificabilă și nici calitățile sale nu pot fi descrise cu adevărat. Monada există într-o perfecțiune de neconceput.
Monada produce din gândirea sa o entitate sau un principiu divin feminin numit Barbelo⁠(d). Ea este descrisă drept „primul gând” și „imaginea” Monadei. În timp ce Barbelo este întotdeauna denumită „ea”, ea este descrisă și ca mamă și tată primordial. Ea este, de asemenea, considerată „primul bărbat” și descrisă în diverși termeni androgini. Ea este prima dintr-o clasă de ființe la care se face referire ca Eoni, iar un schimb între ea și Monada îi aduce la ființă pe ceilalți Eoni. În plus, proprietățile Luminii și Minții se nasc din reflecția Monadei asupra lui Barbelo. Lumina este sinonim cu Hristos, numit și „Hristos Autogenul”. Lumina și Mintea se angajează într-o activitate creativă ulterioară, ajutând și glorificând principiile superioare ale lui Barbelo și Monadei. Împreună, ei aduc mai departe Eoni și puteri.
În cele din urmă, unul dintre eoni, Sophia⁠(d) „de la Epinoia”, perturbă armonia acestor procese prin angajarea în activitate creativă fără participarea sau consimțământul Spiritului Monadei și fără ajutorul unui consort masculin. Puterea creatoare a gândirii ei produce o entitate numită Yaltabaoth, care este prima dintr-o serie de entități demonice incomplete numite arhonți. Yaltabaoth, al cărui caracter este răuvoitor și arogant, are și o formă grotească. Capul lui este cel de leu în timp ce posedă un corp ca de  șarpe. Recunoscând natura deformată și imperfectă a urmașilor ei, Sophia încearcă să o ascundă undeva unde ceilalți Eoni nu o vor descoperi. Actul de a îl ascunde pe Yaltabaoth are, de asemenea, rezultatul că Yaltabaoth însuși rămâne ignorant cu privire la lumea superioară și la ceilalți Eoni.
În ciuda faptului că Yaltabaoth posedă doar un singur părinte și a fost creat fără acordul Spiritului Monadei, el este suficient de puternic pentru a imita procesele creative ale eonilor superiori. El creează o serie întreagă de alți Arhonți, fiecare dintre ei împărtășind propriul său caracter deficient și creează o lume pe care să o locuiască. Această lume este fundamental inferioară lumii de sus. Este modelată din întuneric, dar animată de lumina furată de la Sophia. Rezultatul este o lume care nu este nici „luminoasă, nici întunecată”, ci este „cețoasă” (obscură). În aroganța și ignoranța sa, Yaltabaoth se declară singurul și gelosul Dumnezeu al acestui tărâm.
Recunoscând imperfecțiunea lui Yaltabaoth și a lumii sale contrafăcute, Sophia se pocăiește. Pentru a ierta greșeala ei, Spiritul Monadei îi ajută pe ceilalți Eoni și puteri în încercarea de a o răscumpăra pe Sophia și creația ei bastardă. În timpul acestui proces, Yaltabaoth și Arhonii săi aud vocea Spiritului Monadei. În timp ce sunt îngroziți de voce, ecoul acesteia lasă o urmă a unei imagini a Spiritului pe „apele” care formează acoperișul tărâmului lor. În speranța de a valorifica această putere pentru ei înșiși, ei încearcă să creeze o copie a acestei imagini. Rezultatul final al acestui proces este primul om uman, Adam.
Recunoscând oportunitatea de a recupera lumina închisă în întunericul lui Yaltabaoth și a lumii sale, Sophia și agenții de ordin superior, denumiți în mod diferit „plenoria” sau „Epinoia⁠(d)”, și mai târziu ca „Pleroma”, elaborează o schemă. Ei îl păcălesc pe Yaltabaoth să-și sufle propria esență spirituală asupra lui Adam. Acest lucru îl animă simultan pe Adam și îl golește pe Yaltabaoth de partea din ființa sa care a fost derivată din Sophia.
Văzând luminozitatea, inteligența și superioritatea generală a însuflețitului Adam, Yaltabaoth și Arhonii regretă creația lor și fac tot posibilul pentru a-l întemnița sau elimina. Nereușind să facă acest lucru, ei încearcă apoi să-l neutralizeze pe om lăsându-l în Grădina Edenului. În această narațiune, Grădina Edenului este un paradis fals în care rodul copacilor este păcatul, pofta, ignoranța, închisoarea și moartea. În timp ce îi dau lui Adam acces la Arborele Vieții, ei ascund Arborele Cunoașterii binelui și răului. Conform acestei narațiuni, Arborele Cunoașterii reprezintă de fapt pătrunderea forțelor pozitive ale lumii superioare și Epinoia în tărâmul lui Yaltabaoth.
În acest moment al narațiunii, Hristos îi dezvăluie lui Ioan că el a fost cel care l-a făcut pe Adam să consume rodul Pomului Cunoașterii. În plus, se dezvăluie că Eva este un ajutor trimis de agenți de ordin superior pentru a ajuta la eliberarea luminii închise în creația lui Yaltabaoth și în Adam. Ea este creată atunci când Yaltabaoth încearcă să atragă lumina din Adam. Aceasta are ca rezultat crearea corpului feminin. Când Adam o percepe, el vede o reflectare a propriei sale esențe și este eliberat de puterea vrăjitoarească a lui Yaltabaoth.
Narațiunea detaliază apoi încercările lui Yaltabaoth de a recâștiga controlul asupra esenței Luminii. Schema sa principală este de a iniția activitatea de reproducere umană, prin care speră să creeze noi corpuri umane locuite de un spirit contrafăcut. Acest spirit contrafăcut îi permite lui Yaltabaoth și agenților săi să înșele rasa umană, ținându-i în ignoranță cu privire la adevărata lor natură și este mijlocul principal prin care Yaltabaoth menține omenirea în subjugare. Este sursa tuturor relelor și confuziei pământești și îi face pe oameni să moară „nefiind găsit adevărul și fără să cunoască pe Dumnezeul adevărului”.
În urma acestei revelații, narațiunea ia apoi forma unei serii de întrebări și răspunsuri între Ioan și Mântuitorul. Acestea abordează o serie de subiecte, dar sunt în mare parte de natură soteriologică. Ioan îl întreabă pe Hristos cine este eligibil pentru mântuire, iar Hristos răspunde că cei care vin în contact cu adevăratul Duh vor primi mântuire, în timp ce cei care sunt dominați de duhul contrafăcut vor primi osândă. Hristos își dezvăluie și propriul său rol de agent eliberator al tărâmului superior, în acest context. Hristos, care se descrie pe sine drept „amintirea Pronoiei” și „amintirea pleromei”, aduce lumină în întunericul închisorii lui Yaltabaoth. Aici, el îi aduce pe prizonieri la trezire și amintire. Cei care primesc și sunt treziți de revelația lui Hristos sunt înviați și „pecetluiți... în lumina apei cu cinci peceți”. Ei sunt astfel feriți de moarte și osândire. Acest aspect al rolului lui Hristos este elaborat mai pe deplin de Codicele al III-lea Nag Hammadi, în timp ce este omis din Codexul Berlin.
Aceasta încheie mesajul lui Hristos. În cele din urmă, salvatorul afirmă că oricine împărtășește aceste revelații pentru profit personal va fi blestemat. Versiunea Codicele al III-lea Nag Hammadi a textului se încheie cu rugăciunea, „Isus Hristos, Amin”.